# 磁界調相結合

1990年にJohn Boysらによって発明されて実用化された、磁界調相結合の最も基本的なワイヤレス電力伝送システム。これは 2nd-resonance 技術と呼ばれる。

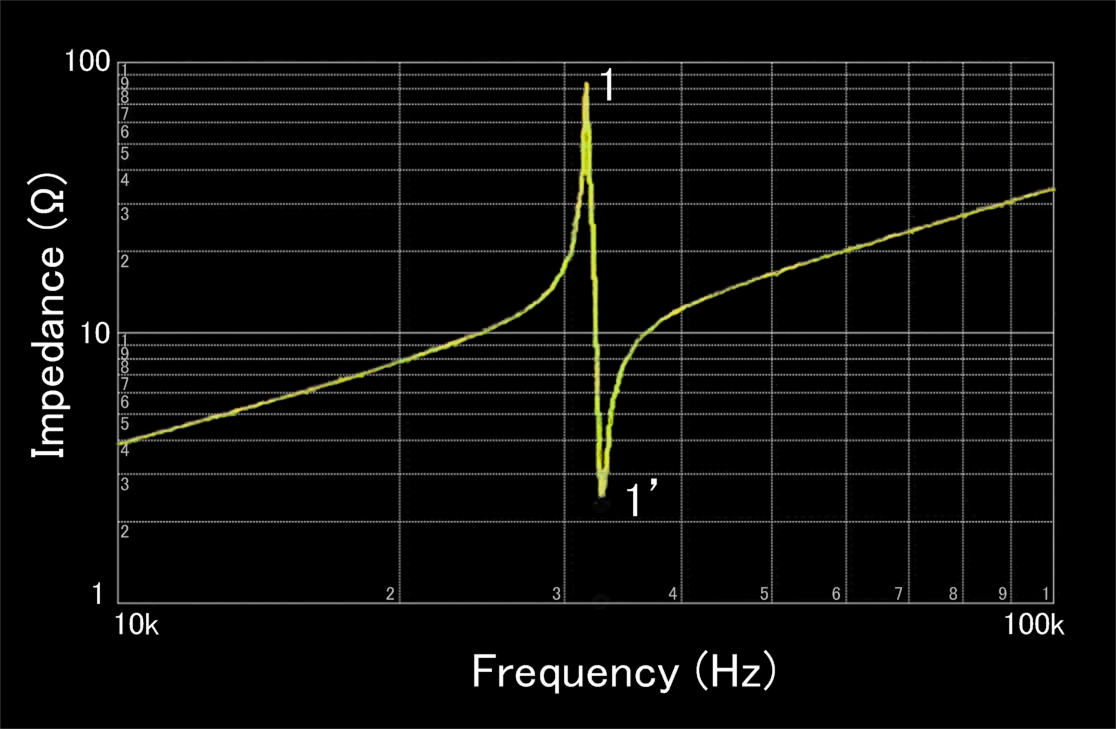
一次側巻線側からンピーダンスを観測すると、対になった二つの共振（並列共振周波数と直列共振周波数）が観測される。

磁界調相結合（じかいちょうそうけつごう、英: Magnetic phase synchronous coupling）、もしくは共振誘導結合（きょうしんゆうどうけつごう、英: Resonant inductive coupling）とは、疎結合になっている二つのコイル（一次コイルと二次コイル）の二次側が共振するとき、二つのコイルの間に強い結合が生じる現象をいう。
磁界調相結合における最も基本的な構成は、一つの駆動コイルを一次側に、一つの共振回路を二次側に設置するものである。この場合、二次側の共振状態を一次側から観測すると、対になった二つの共振が観測される。このうち片方は反共振周波数（並列共振周波数、右図のピーク 1）と呼ばれ、もう片方は共振周波数（直列共振周波数、右図の谷 1′）と呼ばれる。二次側の反共振周波数（並列共振周波数）は二次コイルの自己インダクタンスと共振コンデンサとの共振であり、共振周波数（直列共振周波数）は二次コイルの短絡インダクタンスと共振コンデンサとの共振である。一次コイルが二次側の共振周波数（直列共振周波数）で駆動されるとき、一次コイルに流れる電流によって生じる磁界の位相と二次コイルに流れる電流によって生じる磁界の位相が揃うことにより、磁界位相が同期する。その結果、主磁束（相互磁束）の増加により二次コイルに最大電圧が発生し、熱発生は抑制され、効率が向上する。磁界調相結合はテスラコイルやCCFLインバータ回路のなどの共振変圧器に応用され、ワイヤレス電力伝送における磁界共振の本質的な原理でもある。

## 概要
磁界調相結合は疎に磁気結合されたコイル間における近接場ワイヤレス電力伝送の原理を説明する現象である。二次側に共振回路が構成され、この共振回路の共振周波数(直列共振周波数)と一次側の駆動周波数が一致するように調整することで一次コイル側の力率が改善されて効率の良い電力伝送が実現される。
この原理は共振変圧器として知られ、コアで結合された高Q値コイルと、LC回路を構成するためのコンデンサで構成される変圧器において利用されている。共振変圧器は高周波回路におけるバンドパスフィルタとしてや、最近のLLCスイッチング電源などにおいて広く用いられている。
磁界調相結合を利用したワイヤレス電力伝送システムでは、送電側の駆動回路と受電側のLC回路とは大きな空隙（ギャップ）を介して離れた機器に対して電力伝送を行う。送電側の機器に組み込まれた送電コイルが空間的隔たりを越えて共振する受電コイルへと電力を伝送する。この意味ではワイヤレス電力伝送の送受電コイルも広義の共振変圧器と考えられる。この技術は古くは1993年から実用化が始まり、現在では携帯電話やタブレット型コンピュータなどの携帯機器に、コンセントとワイヤーで繋ぐことなく遠隔的に電力供給および充電を行なうために開発が進められている。
2006年にWiTricityによって提唱された磁界共振方式では基本的な磁界調相結合システムに加えて一次側にも共振回路が追加され、共振の電力伝送強度の向上が図られている。これによりWiTricityの磁界共振方式は一次側の共振コイルと二次側の共振コイルとが共鳴して結合していることが特徴となっている。WiTricityの説明によれば、共振による電力伝送はコイルに交流電流の減衰振動（リンギング）を起こさせることで働くとされる。これにより振動する磁界が生じる。一次側共振器のコイルは共振のQ値が高いので、コイルに流入したエネルギーは比較的ゆっくりと何サイクルもかけて減衰振動する。ここに共振する二次コイル(二次側共振器)を近づけると相当な距離があっても一次側共振器がエネルギーを散逸する前に二次側共振器がエネルギーのほとんど取り込んでしまう。機器同士の距離が波長の 1/4 の距離以内にある限り、使用される磁界は主に非放射性の近接場（エバネッセント波とも）となり、送電器から無限遠へと放射されるエネルギーはわずかであると説明されている。
磁界調相結合の応用の一つとしてCCFLインバータが挙げられる。他にも、スーパーヘテロダイン受信機において、各周波段を繋ぐ共振変成器が、中間周波数に同調することにより受信機の周波数選択性を実現している。テスラコイルは高電圧を発生させるための共振変圧器であり、ヴァンデグラフ起電機などの静電発電機よりもずっと大きい電流を発生させることができる。磁界調相結合を応用した共振電力伝送は、大電力用途としては超伝導リニアおよび無人搬送車の集電装置に採用されている。短距離（2メートル以内）ワイヤレス電力システムとして構想中の WiTricity や Rezence および、既に実用化済みのQi、パッシブRFIDタグ、非接触スマートカードなどの動作原理も磁界調相結合の応用である。

## 共振結合

p-p 型基本送電回路と受電回路。抵抗 R_{s} および R_{r} はコイルおよびキャパシタにおける損失を表わす。 L_{s} と L_{r} とは通常は 0.2 以下の小さな結合係数 k で結合している。

通常型の変圧器のような非共振結合インダクタは、一次コイルが磁界を生成し、二次コイルがその磁界からできる限りの電力を受けとる原理で動作する。このためには、磁界が二次コイルを通ることが必要となるので、ごく近距離に限られ、通常はフェライトなどのコアを必要とする。非共振の誘導結合では距離が大きくなると効率が大きく低下し、エネルギーの大部分は一次コイルの銅損として発熱により失われてしまう。
共振を用いることにより効率を劇的に向上させることができる。共振結合を使う場合、二次コイルに容量性負荷が接続され、LC回路が形成される。一次コイルの駆動周波数と二次コイルの共振周波数が一致する場合、コイル長の数倍の距離を隔てたコイル間でも相当のエネルギーを伝送しうる。共振条件下では結合係数が増大すると説明されることが多いが、正しくない。

### 共振条件下での結合係数
コイル同士が疎結合された変圧器では、一次コイルを流れる電流により発生した磁束は一部しか二次コイルと結合せず、その逆も同じである。結合する部分を「主磁束」と呼び、結合しない部分を「漏れ磁束」と呼ぶ。この結果、系が共振状態にない場合は二次コイルに現われる開放端電圧はコイル巻数比から予測される値よりも小さくなる。結合の度合いは「結合係数」と呼ばれるパラメータで捉えることができる。結合係数 k は変圧器の実際の開放端電圧比と、磁束の全てが結合していた場合の開放端電圧比との比率として測定可能である。ただしコイルに何らかの負荷が接続されている場合は磁束比は変化するが、これを結合係数が変化したとは言わない。k の値の範囲は 0 と ±1 の間である。無負荷状態において各コイルのインダクタンスは名目上 k:(1−k) の比率で主磁束を発生させるインダクタンス成分(相互インダクタンス)と漏れ磁束を発生させるインダクタンス成分(漏れインダクタンス)の二つに分けることができる。無負荷状態における主磁束と漏れ磁束との比は相互インダクタンスと漏れインダクタンスとの比に等しくなる。ところが負荷に電流が流れる場合は主磁束と漏れ磁束との比率は変化する。とくに容量性の負荷が存在する場合は一定の条件において主磁束が大幅に増加する。
結合係数は系の幾何配置の関数であり、二つのコイルの位置関係により定まる。結合係数は系が共振状態にあるかないかに関わらず一定である。共振状態においてコイル巻数比よりも大きな二次電圧が生じている場合でも結合係数は変化しない。すなわちこれは、結合係数は変化せずに主磁束が大幅に増加している状態である。
共振系は密結合、疎結合、臨界結合、過結合のどれかに分類される。密結合とは、通常の鉄芯変圧器のように結合係数がほぼ1の場合である。過結合とは、二次コイルが非常に近くコイル相互の結合の生成が反共振の効果により妨げられる状態であり、臨界結合とは通過帯における電力伝送と効率が最大となる状態である。疎結合とはコイルが互いに離れており、磁束のほとんどが二次コイルに届かない状態である。テスラコイルでは 0.2 程度の値が用いられ、より距離の大きい、たとえば誘導ワイヤレス電力伝送の場合は 0.01 を下回る場合もある。

### 電圧利得（P-P型）
一般的に、非共振結合コイルの電圧利得は二次コイルと一次コイルのインダクタンスの比の平方根に直接比例する。しかし、共振結合状態では次の式よりも大きな電圧が発生する。
{\displaystyle A=k{\sqrt {\frac {L_{2}}{L_{1}}}}\,}
二次側の短絡インダクタンス Lsc2 は次の式により得られる。
{\displaystyle L_{\mathrm {sc2} }=(1-k^{2})\cdot {L_{2}}}
短絡インダクタンス Lsc2 と二次側共振キャパシタ Cr が共振する。共振周波数 ω2 は次のように求められる。
{\displaystyle \omega _{2}={1 \over {\sqrt {L_{\mathrm {sc2} }C_{\mathrm {r} }}}}={1 \over {\sqrt {(1-k^{2})\cdot {L_{2}}C_{\mathrm {r} }}}}}
負荷抵抗 Rl を想定すると、二次側共振回路のQ値は次のように決まる。
{\displaystyle Q_{2}=R_{\mathrm {l} }{\sqrt {\frac {C_{\mathrm {r} }}{L_{\mathrm {sc2} }}}}}
共振キャパシタ Cr に発生する電圧は共振周波数においてピーク値をとり、その値はQ値に比例する。したがって、共振時の一次側コイルに対する二次側コイルの電圧利得 Ar は次のように定まる。
{\displaystyle A_{\mathrm {r} }=kQ_{2}{\sqrt {\frac {L_{2}}{L_{1}}}}\,}
P-P 型の場合、Q1 は電圧利得に寄与しない。

### エネルギー伝送と効率

MITのマリン・ソーリャチッチらが2007年に実証した共振誘導ワイヤレス電力システム。銅線コイルの自己キャパシタンス（点線）により 10 MHz の共振回路が形成される。入力電力は送電共振器に結合され、受電共振器からはインピーダンス整合の役割も果たす小コイルを通じて整流器に流出する。

マリン・ソーリャチッチらが発明したWiTricityの磁気共鳴は一次側の共振コイルと二次側の共振コイルとが対になっていることを特徴とする。一次側共振器は駆動コイル電流を増加させ、結果として一次コイル周辺に発生する磁束を増加させる。これにより一次コイルを高電圧で駆動するのと同等の効果が得られる。
図に示す型の装置の場合の動作原理を以下に説明する。ある量の振動エネルギー（パルスまたはパルス列）を容量性負荷を持つ一次コイルに入力すると一次コイルは「リンギング」を起こし、振動磁界を発生させる。エネルギーはインダクタ内の磁界とキャパシタ内の電界との間を共振周波数で行き来する。この振動は、主に抵抗損と放射損により、利得帯域幅（Q値）の逆数に比例する損失速度 Γによって決まる速度で減衰する。しかし、二次コイルが十分な磁界を受けているのならば、一次コイルの共振周期のうちに失なわれるエネルギーよりも大きな量のエネルギーを吸収できるため、エネルギーの大部分が伝送できる。
Q値が非常に高い（実証実験では空芯コイルでおよそ1000）ため、磁界が距離によって急速に減衰し、磁界のうちごく小さい部分しか相手コイルと結合していなくとも高効率が実現できる。よって、一次コイルと二次コイルの距離がコイル径の数倍であっても問題がない。
効率性能指数は次のように書けることが示される。
{\displaystyle U=k{\sqrt {Q_{1}Q_{2}}}}
Q1 と Q2 はそれぞれ送電側と受電側のコイルのQ値であり、k は前述の結合係数である。
また、達成可能な最大効率は以下のように書ける。
{\displaystyle \eta _{\mathrm {opt} }={\frac {U^{2}}{(1+{\sqrt {1+U^{2}}})^{2}}}}

### 電力伝送
Q を非常に高くすることが可能なため、送電コイルにわずかな電力しか供給されない場合でも、共振の存在による幾周期にもわたる重ね合わせの結果、入力電力よりもはるかに大きい振動エネルギーを持つ比較的強い磁界を発生させることができ、受電コイルがその一部を受けとることにより電力伝送量が大きくなる。

### 送電コイルと送電回路
非共振変圧器では二次コイルが多層とされるのとは異なり、この用途のコイルには通常（表皮効果を最低限に抑え、Q を向上させるため）1層ソレノイドに並列に適切なキャパシタを接続したものや、波巻きリッツ線などの形状が用いられる。誘電損を抑えるため、絶縁は全く行われないか、スペーサーで行われるか、絹のような低誘電率で損失の少ない材料で行われる。
一次コイルに周期毎にエネルギーを漸次供給するためには、様々な回路が用いられる。例えば、コルピッツ発振器を用いる回路が存在する。
テスラコイルの場合、断続的にスイッチングする「回路制御器」もしくは「ブレーカ」と呼ばれるシステムが一次コイルに瞬発的信号を注入するために用いられる。二次コイルはこれにリンギングし、減衰する。

### 受電コイルと受電回路

スマートカードの受電器は、電圧制御器の他に容量性負荷をもつマイクロチップに、コイルを繋げることにより共振回路を形成している。

二次受電コイルは一次送電コイルと類似の設計がなされる。一次側と同じ共振周波数で二次側を共振させることにより送信周波数において二次側が低インピーダンスを持つことが保証され、エネルギーの理想的な吸収が実現される。

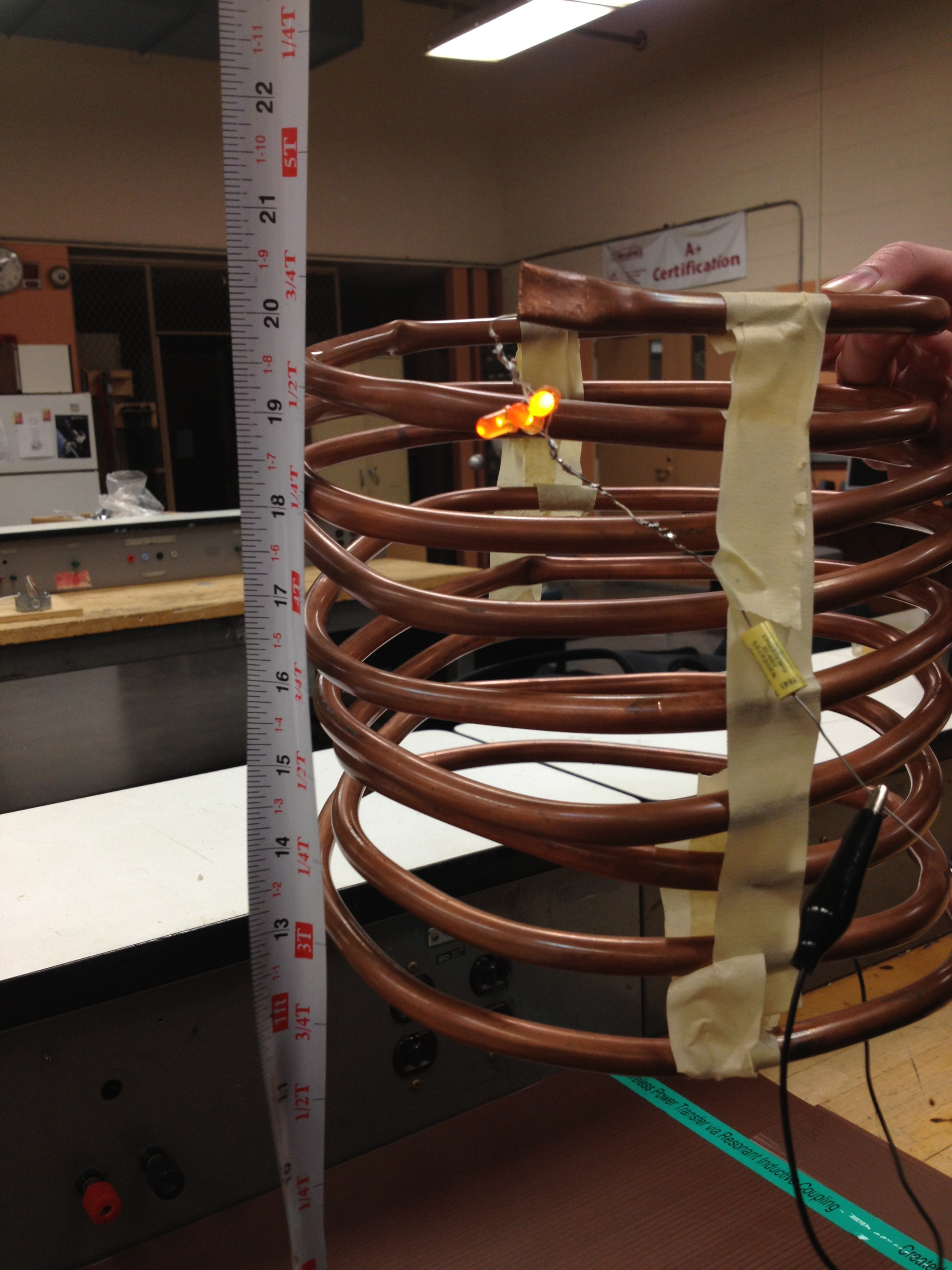
受電コイルの例。コイルにはキャパシタと二つのLEDが負荷として接続されている。コイルとキャパシタにより形成されるLC回路の共振周波数は、茶色のマット内にある送電コイルのものと一致している。 13インチの距離を電力が伝送されている。

二次コイルからエネルギーを取り出す方法としては様々なものがある。交流電力をそのまま用いる方法もあれば、整流した上でレギュレータ回路を通し、一定の直流電圧にして用いることもある。

## 歴史
1894年、ニコラ・テスラは誘導結合（または "electro-dynamic induction"）を用いてニューヨーク市の研究所の蛍光灯と白熱灯をワイヤレスに点灯した。 1897年には高電圧共振変圧器、もしくは「テスラコイル」と呼ばれる機器の特許を取得した。電気エネルギーを一次コイルから二次コイルに共振誘導により伝送することで、テスラコイルは高圧かつ高周波の電流を発生することができた。設計の進歩により、「機器自体の破壊や近接または操作中の人間への危険のおそれなく」高圧電流を発生・利用することができた。
1960年代初頭、共振誘導の電力伝送は、ペースメーカーや人工心臓などのデバイスを含む埋め込み型医療デバイスで使用され始め、ワイヤレス電力伝送としての一つの成功を収めた。 初期のシステムでは受信コイル側のみに共振が採用されていたが、後のシステムでは送信コイル側にも共振が採用された。 これらの医療機器は低電力の電子機器において、比較的高い効率が実現できるように設計されており、コイルの位置ずれやねじれを効果的に調整している。 埋め込み型アプリケーションにおけるコイル間の間隔はほとんどの場合において20 cm未満である。 現在共振を利用した電力伝送は、多くの市販の医療用埋め込み型デバイスで電力を提供するために数多く使用されている 。
電気自動車やバスなどへの大電力 (>10 kW) ワイヤレス伝送に向けて実験が行われている。急速な充電のためには大電力が要求され、運用経済性と環境への影響を抑えるための両方の理由から高効率が求められる。1990年頃建造された実験的に電化された道路における試験では、80% のエネルギー効率で試作型バスを特殊な装備を備えた停留所で充電することに成功した。このバスは、走行中はコイルを引っ込められるようにし、電力伝送時には送電コイルと受電コイルの距離は、 10 cm 以下にできるよう設計されていた。また、バスの他にも駐車場やガレージでワイヤレスに充電できる電気自動車の研究も行われている。
ワイヤレス共振誘導デバイスには、電池駆動でミリワットレベルの消費電力のものもあれば、キロワットレベルのものもある。現行のインプラント型医療機器および道路電化設備の設計では、10 cm 以内のコイル間距離で 75% 以上の伝送効率が実現されている。
1990年、ニュージーランド、オークランド大学の John Boys と Grant Covic, Boys は小エアギャップを越えて大電力を伝送するシステムを開発した。1993年、そのワイヤレス電力伝送システムは日本の株式会社ダイフクにより世界で初めて実用化された 。
1998年に特許取得されたRFIDタグの電力供給にはこの手法が用いられている。
2006年9月、マサチューセッツ工科大学のマリン・ソーリャチッチらはこの電磁気学ではよく知られた近接場の振る舞いを応用した、密結合共振器に基くワイヤレス電力伝送方式を発表した。彼らによる理論的分析論文によれば、放射損および吸収損を最低限に抑え、中距離領域（共振器サイズの数倍）まで近接場を持つような共振器を設計することにより、効率的なワイヤレス電力伝送が行えることを実証した。この理由は、そのような同じ共振周波数を持つ二つの共振回路が波長の数分の一の距離を隔てている場合、その（「エバネセント波を構成する）近接場はエバネセント波結合を通じて結合するためである。振動する波はインダクタ間を進み、これによりエネルギーがある物体から別の物体へと長くなるよう設計された損失時間よりもずっと短い時間で伝送でき、したがって最大限のエネルギー伝送効率を実現できる。共振波長は共振器よりもずっと長いので、磁界は共振器の周りの別の物体を迂回することができ、このため軸合わせを必要としない中距離エネルギー伝送方式が実現される。磁界は生物に大きな影響を与えないため、結合に特に磁界を用いることによって安全性を実現できる。
Apple は2010年に、WiPower は2008年にこの技術の特許申請を行っている。
JR東海の超伝導リニアではMLX01試験車両以降は超電導コイルなどを冷却するための車上電源としてガスタービン発電機を電源としていたが、2011年にJohn Boysらと類似の方式に基く 9.8 kHz を中心とした位相制御技術により精密な磁界調相状態を維持することによって大ギャップを隔てた走行中給電による集電に成功した。国土交通省はこの技術の実用上の問題は全て解消したとする評価を下した。超伝導リニアの商用路線は2027年の運用開始を目標として建造される。

## 他技術との比較
従来型変圧器における誘導伝送がおよそ 98-99% の効率を達成していることと比較すると、コイル間距離がコイル径よりも短い場合を除いて、効率は近距離で 80% と劣る。このために、より大きな距離で大きな電力を伝送する用途には使用できない。
しかし、電池、特に使い捨て電池のコストと比べると、電池のコストの方が100倍高い。電力源が近くに設置できる場合、より安価な解決策となりうる。また、電池には周期的メンテナンスおよび交換が必要であるのに対し、共振電力伝送はそれなしに使用できる。電池は製造中および廃棄時に汚染を発生させるが、これを回避できる。

## 規制と安全性
主流の有線設備と異なり、直接電気的に接続する必要が無いため、感電の可能性を避けるため設備を遮蔽する必要のある場合もある。
結合は主に磁界により成されるため、この技術は比較的安全である。ほとんどの国において電磁界への曝露に関する安全基準やガイドラインが存在する（例: ICNIRP ）。 システムがガイドラインもしくはより厳しくない法規制を満たすことができるか否かは、送電器から伝送される電力とその範囲によって決まる。推奨最大磁束密度は周波数の複雑な関数となる。例えば ICNIRP ガイドラインでは 100 kHz 以下では二乗平均平方根で数十マイクロテスラまでの磁界を許容するが、VHF帯では許容値は 200ナノテスラまで落ち、人体の各部に波長程度の直径を持つ電流ループが形成しえ、深部組織のエネルギー吸収が最大となる 400 MHz 以上ではより低くなる。
既に磁界を発生させている現行の機器でも、例えばIHクッキングヒーターは数十 kHz で強い磁界が許容されるが、非接触スマートカードリーダは必要電力が少ないため、より高い周波数が使用できる。

## 用途
- 非接触スマートカード（英語版）
- X線発生用高電圧源[37]
- テスラコイル
- パスポートの一部